# 李冬崟
李冬崟（1995年7月6日—），中国女子皮划艇运动员，2017年亚洲皮划艇竞速锦标赛女子四人皮艇200米和女子四人皮艇500米金牌得主、2022年亚洲运动会女子单人皮艇500米和女子四人皮艇500米金牌得主。